# Sultanat (2014)
Sultanat é um filme de ação e romance produzido no Paquistão, dirigido por Syed Faisal Bukhari e lançado em 2014.